# Jason (thần thoại)
Jason (tiếng Hy Lạp: Ἰάσων, Iásōn; gen:. Ἰάσονος) là một anh hùng thần thoại Hy Lạp, nổi tiếng là người lãnh đạo của đoàn thủy thủ Argonaut và cuộc tìm kiếm Bộ lông cừu vàng của họ. Ông là con trai của Aeson, vị vua hợp pháp của Iolcus. Ông đã kết hôn với phù thủy Medea.
Jason đã xuất hiện trong nhiều tác phẩm văn học khác nhau trong thế giới Hy Lạp và La Mã cổ đại, bao gồm sử thi Argonautica và vở bi kịch Medea. Trong thế giới hiện đại, Jason đã xuất hiện như một nhân vật trong các tác phẩm phỏng theo nhân vật này, chẳng hạn như phim Jason và các thủy thủ Argonaut.
Jason có mối liên hệ bên ngoài thế giới cổ điển, khi ông được xem như là người sáng lập huyền thoại của thành phố Ljubljana, thủ đô của Slovenia.